# Papuligobius
Papuligobius is een geslacht van straalvinnige vissen uit de familie van de grondels (Gobiidae).

## Soorten
- Papuligobius ocellatus (Fowler, 1937)
- Papuligobius uniporus Chen & Kottelat, 2003